# Stanisław Wojciechowski
Stanisław Wojciechowski (1869-1953) fue un político polaco, nacido en Kalisz el 15 de marzo de 1869 dentro de una familia de la aristocracia polaca vinculada a la intelligentsia nacional, alcanzando la presidencia de la Segunda República Polaca en 1922.

## Biografía
Wojciechowski estudió matemáticas y física en la Universidad de Varsovia entre 1888 y 1891 y allí participó en movimientos políticos socialistas y opuestos a la dominación del Imperio Ruso sobre Polonia. El año 1893 él ayudó en la fundación del Partido Socialista Polaco en Vilna y allí conoció a Józef Piłsudski, con quien trabó amistad. Tras establecerse en Francia, Wojciechowski fue allí arrestado y expulsado en cuanto empezó a abogar en favor del terrorismo contra los funcionarios oficiales rusos, aunque logró quedarse en suelo francés hasta 1899, cuando partió a Gran Bretaña, manteniendo su ideología de radical nacionalismo, combinado con simpatías por el marxismo, apoyando las publicaciones de Piłsudski. Wojciechowski no retornó a Polonia sino hasta 1906, cuando empezó a impulsar la formación de cooperativas en su patria para la mejorar de la calidad de visa de los campesinos, retirándose del partido socialista polaco.
Al estallar la Primera Guerra Mundial, Wojciechowski creyó que el Imperio Alemán era el mayor peligro para la independencia de Polonia y por lo tanto huyó a Moscú ante el avance de las tropas alemanas. Tras la caída del zarismo en febrero de 1917 dirigió en Moscú el "Consejo de partidos polacos", movimiento de polacos independentistas afines a Rusia, y supervisó el reclutamiento de soldados polacos en suelo ruso para formar un ejército propio que luchara al lado de Rusia contra los alemanes. No obstante, Wojciechowski debió abandonar Rusia al ser amenazado con el arresto por las autoridades bolcheviques tras la Revolución Rusa de 1917, acabando todo proyecto de formar un "ejército polaco oriental". De vuelta a la recién independiente Polonia a fines de 1918, Wojciechowski sirvió como ministro en tres gabinetes y apoyó en la elaboración de la primera Constitución de la Segunda República Polaca.
Wojciechowski entró al Sejm en 1922 como parlamentario miembro del Partido Campesino Piast (en polaco Polskie Stronnictwo Ludowe "Piast") y apenas un mes después fue elegido presidente de Polonia para reemplazar al asesinado Gabriel Narutowicz, ejerciendo el poder entre el 22 de diciembre de 1922 y el 14 de mayo de 1926 mientras ejecutaba políticas mucho más conservadoras que las de su radical socialismo juvenil, elemento que ocurría ya en la mayoría de independentistas polacos de fines del siglo XIX. 
Tras el golpe de Estado de 1926 y la instauración del régimen Sanacja, Wojciechowski se negó a continuar en la vida política dominada por su antiguo colega Józef Piłsudski, quien gobernaría casi una década basado en su popularidad y en el apoyo de las fuerzas armadas, y se retiró para dedicarse las matemáticas y la física en su casa de la localidad de Golabki, cerca de Varsovia. Allí murió Wojciechowski en 1953, a la edad de 84 años.